# Дальбергия

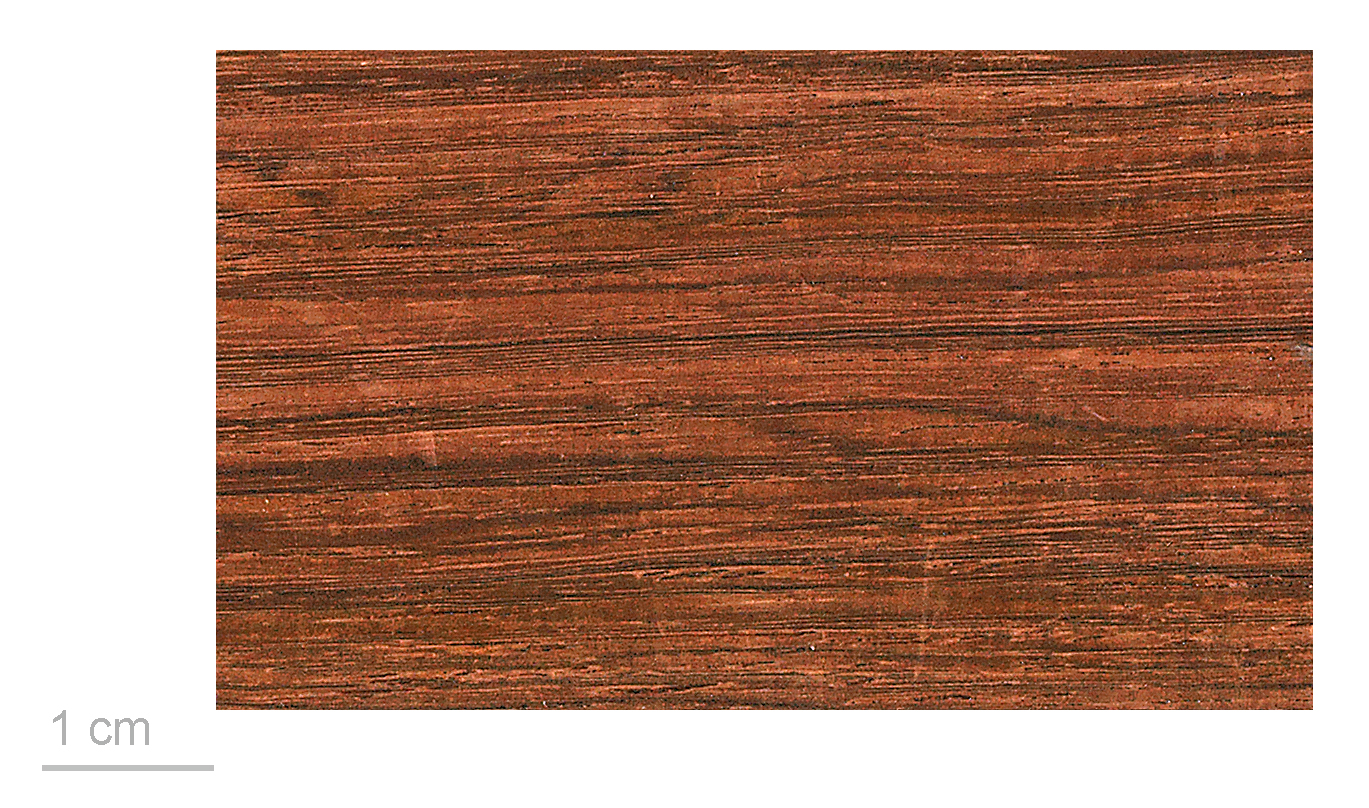
Dalbergia sp., Тулузский музей

Дальбергия (лат. Dalbergia) — род деревянистых растений семейства Бобовые.
Род назван в честь шведского врача и ботаника Нильса (Николаса) Дальберга (1736—1820).

## Распространение
Виды этого рода встречаются по всей тропической зоне: в Южной Америке, Африке (включая Мадагаскар) и Юго-Восточной Азии.
В роде Дальбергия представлены не только деревья, но и кустарники, например, широко распространённый в Америке (от Флориды до Перу и Бразилии), в Африке и в Индии Койнвайн (Dalbergia ecastaphyllum (L.) Taub.) (syn. Pterocarpus ecastaphyllum) (англ. Coinvine), а также Денежный кустарник (Dalbergia monetaria L.f.) (syn. Pterocarpus plumieri, syn. Ecastaphyllum monetaria) (англ. Moneybush), растущий от Бразилии и Перу до Мексики и Кубы.

## Химический состав
В растениях этого рода содержится маакиаин — флавоноид из группы птерокарпанов, обладающий фунгицидными свойствами.

## Использование
Многие виды рода дают ценную древесину, имеющую общее название палисандр.
Разные виды палисандров носят свои названия. Так, древесина Dalbergia retusa известна под названием кокоболо, Dalbergia decipularis — розовое дерево и тому подобное. Среди других выделяется древесина вида Dalbergia melanoxylon, называемая гренадил, или африканское чёрное дерево.

## Виды
По информации базы данных The Plant List (2013), род включает 287 видов. Типовой вид — Dalbergia lanceolaria L.f.